# Marathon van Fukuoka 2010
De marathon van Fukuoka 2010 werd gelopen op zondag 5 december 2010 in de Japanse stad Fukuoka. Het was de 64e editie van de marathon van Fukuoka. Aan deze wedstrijd mochten alleen mannelijke elitelopers deelnemen. De Marokkaan Jaouad Gharib kwam als eerste over de streep in 2:08.24.

## Uitslagen

### Mannen
| rang   | naam               | land | tijd    |
| ------ | ------------------ | ---- | ------- |
| Goud   | Jaouad Gharib      | MAR  | 2:08.24 |
| Zilver | Dmitriy Safronov   | RUS  | 2:10.12 |
| Brons  | Takayuki Matsumiya | JPN  | 2:10.54 |
| 4      | Chiharu Takada     | JPN  | 2:12.44 |
| 5      | Masato Imai        | JPN  | 2:13.23 |
| 6      | Dmytro Baranovsky  | UKR  | 2:13.40 |
| 7      | Kebede Tekeste     | ETH  | 2:14.44 |
| 8      | Tomoya Shimizu     | JPN  | 2:16.22 |
| 9      | Satoshi Irifune    | JPN  | 2:16.42 |
| 10     | Yuki Kawauchi      | JPN  | 2:17.54 |
| 11     | Adam Draczyński    | POL  | 2:17.59 |
| 12     | Koichi Fujino      | JPN  | 2:18.52 |
| 13     | Toshinari Suwa     | JPN  | 2:19.35 |
| 14     | Nobuaki Takata     | JPN  | 2:19.52 |
| 15     | Masashi Shirotake  | JPN  | 2:19.55 |
| 16     | Toru Higashi       | JPN  | 2:19.57 |
| 17     | Tomonori Onitsuka  | JPN  | 2:20.34 |
| 18     | Tomoaki Kunichika  | JPN  | 2:20.49 |
| 19     | Norio Kamijyo      | JPN  | 2:21.20 |
| 20     | Takashi Matsuoka   | JPN  | 2:22.00 |

1947 ·
1948 ·
1949 ·
1950 ·
1951 ·
1952 ·
1953 ·
1954 ·
1955 ·
1956 ·
1957 ·
1958 ·
1959 ·
1960 ·
1961 ·
1962 ·
1963 ·
1964 ·
1965 ·
1966 ·
1967 ·
1968 ·
1969 ·
1970 ·
1971 ·
1972 ·
1973 ·
1974 ·
1975 ·
1976 ·
1977 ·
1978 ·
1979 ·
1980 ·
1981 ·
1982 ·
1983 ·
1984 ·
1985 ·
1986 ·
1987 ·
1988 ·
1989 ·
1990 ·
1991 ·
1992 ·
1993 ·
1994 ·
1995 ·
1996 ·
1997 ·
1998 ·
1999 ·
2000 ·
2001 ·
2002 ·
2003 ·
2004 ·
2005 ·
2006 ·
2007 ·
2008 ·
2009 ·
2010 ·
2011 ·
2012 ·
2013 ·
2014 ·
2015 ·
2016 ·
2017